# 王子様と雪の夜
「王子様と雪の夜」（おうじさまとゆきのよる）は、タンポポの7枚目のシングル。2001年11月21日に発売された。

## 概要
前作の「恋をしちゃいました!」から、ちょうど9ヵ月後にリリースされた。
2期メンバー（飯田圭織・矢口真里・石川梨華・加護亜依）では最後のシングルとなった。
初回仕様特典にはトレーディングカードが封入されている。
シングル7作目にして初のオリコンチャート1位を獲得した。

## 収録曲
全作詞・作曲：つんく
1. 王子様と雪の夜
編曲：永井ルイ
2. 年末年始の大計画
編曲：鈴木Daichi秀行
3. 王子様と雪の夜 (Instrumental)

## 参加ミュージシャン
王子様と雪の夜
- プログラミング&ギター&ベース&キーボード：永井ルイ
- バイオリン：ASAKO
- コーラス：つんく

年末年始の大計画
- プログラミング&ギター&ベース：鈴木Daichi秀行
- ウーリッツァー：杉山卓夫
- コーラス：タンポポ